# Hugo Waser
Hugo Waser (ur. 9 sierpnia 1936 w Stansstad) – szwajcarski wioślarz, brązowy medalista olimpijski.

## Kariera
Wystąpił na igrzyskach olimpijskich w Rzymie w 1960, gdzie w jedynkach odpadł w pierwszej rundzie. Na rozgrywanych cztery lata później igrzyskach olimpijskich w Tokio zajął jedenaste miejsce w dwójkach ze sternikiem. Brał też udział w igrzyskach olimpijskich w Meksyku w 1968, gdzie osada Szwajcarii w składzie: Denis Oswald, Hugo Waser, Peter Bolliger, Jakob Grob i Gottlieb Fröhlich (sternik) zdobyła brązowy medal w czwórkach ze sternikiem. W wyścigu finałowym o 3,42 sekundy przegrali z osadą Nowej Zelandii i o 0,84 sekundy z osadą NRD.
Wspólnie ze swoim bratem, Adolfem Waserem zdobył w 1962 brązowy medal w dwójce bez sternika na mistrzostwach świata w Lucernie (1962). W 1969 był trzeci w czwórce ze sternikiem na mistrzostwach Europy w Klagenfurcie (1969).
Po ukończeniu studiów prawniczych był urzędnikiem w Sądzie Rejonowym w Zurychu. Pracował także w Sądzie Wyższym w Nidwalden i w Sądzie Administracyjnym. Następnie zajął się polityką, w latach 1982-1998 był członkiem rady Kantonu Nidwalden.